# Johnathon Ford

a Compétitions nationales et continentales officielles uniquement.

b Matchs officiels uniquement.
Johnathon Ford, né le 17 août 1989 à Toronto (Australie), est un joueur de rugby à XIII australien évoluant aux divers postes de demi de mêlée, demi d'ouverture, centre ou d'arrière dans les années 2000, 2010 et 2020. Après avoir évolué dans l'équipe de smoinsde vingt ans de Newscastle puis à Newtown en réserve des Roosters de Sydney, il fait ses débuts professionnels en National Rugby League avec ces derniers en 2010 et 2011.
Barré par la concurrence, il tente l'expérience à l'étranger en rejoignant la France et le Toulouse olympique XIII. Il effectue la majeure partie de sa carrière avec le club français et accompagnant le projet d'intégration du club en Super League durant plus de dix ans. Il y remporte le Championnat de France en 2014 et 2015, la Coupe de France en 2014 , et notamment le Championship en 2021 permettant au club toulousain d'intégrer pour la première fois la Super League.
Malgré son éloignement géographique et en raison de ses origines cookiennes, il prend part durant dix ans aux rencontres internationales de la sélection des Îles Cook ainsi qu'à la Coupe du monde 2013 avec cette dernière.

## Palmarès
- Collectif :
  - Vainqueur du Championship : 2021 (Toulouse).
  - Vainqueur du Championnat de France : 2014 et 2015 (Toulouse).
  - Vainqueur de la Coupe de France : 2014 (Toulouse).

### En club
| Saison | Club                    | Compétition           | Matchs                                                                    | Points                                                                    | Essais                                                                    | Buts                                                                      | Drop                                                                      |
| ------ | ----------------------- | --------------------- | ------------------------------------------------------------------------- | ------------------------------------------------------------------------- | ------------------------------------------------------------------------- | ------------------------------------------------------------------------- | ------------------------------------------------------------------------- |
| 2010   | Sydney Roosters         | National Rugby League | 2                                                                         | -                                                                         | -                                                                         | -                                                                         | -                                                                         |
| 2011   | Sydney Roosters         | National Rugby League | 1                                                                         | -                                                                         | -                                                                         | -                                                                         | -                                                                         |
| 2011   | Toulouse olympique XIII | Championship          | ?                                                                         | -                                                                         | -                                                                         | -                                                                         | -                                                                         |
| 2012   | Toulouse olympique XIII | Championnat de France | ?                                                                         | -                                                                         | -                                                                         | -                                                                         | -                                                                         |
| 2013   | Toulouse olympique XIII | Championnat de France | ?                                                                         | -                                                                         | -                                                                         | -                                                                         | -                                                                         |
| 2014   | Toulouse olympique XIII | Championnat de France | ?                                                                         | -                                                                         | -                                                                         | -                                                                         | -                                                                         |
| 2015   | Toulouse olympique XIII | Championnat de France | ?                                                                         | -                                                                         | -                                                                         | -                                                                         | -                                                                         |
| 2016   | Toulouse olympique XIII | League 1              | ?                                                                         | -                                                                         | -                                                                         | -                                                                         | -                                                                         |
| 2017   | Toulouse olympique XIII | Championship          | ?                                                                         | -                                                                         | -                                                                         | -                                                                         | -                                                                         |
| 2018   | Toulouse olympique XIII | Championship          | ?                                                                         | -                                                                         | -                                                                         | -                                                                         | -                                                                         |
| 2019   | Toulouse olympique XIII | Championship          | ?                                                                         | -                                                                         | -                                                                         | -                                                                         | -                                                                         |
| 2020   | Toulouse olympique XIII | Championship          | Édition annulée et titre non décerné en raison de la pandémie de Covid-19 | Édition annulée et titre non décerné en raison de la pandémie de Covid-19 | Édition annulée et titre non décerné en raison de la pandémie de Covid-19 | Édition annulée et titre non décerné en raison de la pandémie de Covid-19 | Édition annulée et titre non décerné en raison de la pandémie de Covid-19 |
| 2021   | Toulouse olympique XIII | Championship          | ?                                                                         | -                                                                         | -                                                                         | -                                                                         | -                                                                         |